# Carbonear
Carbonear är en stad på Avalonhalvön i provinsen Newfoundland och Labrador i Kanada. Det fanns 4 739 invånare 2011, vilket var något mer än 2006, då folkräkningen stannade vid  4 723 invånare. 

## Historia
Carbonear är en av de äldsta bosättningarna i Newfoundland, en av de äldsta städerna i Kananda och anses grundat 1631.

### Etymologi
Det finns ett antal teorier om ursprunget till stadens namn. Namnet kan härröra från det spanska ordet "carbonera" (i betydelsen kolförsäljare). Det har gett upphov till namnet på den italienska staden Carbonera, där John Cabot tros vara född. Det kan annars komma från franskan, det franska efternamnet "Carbonnier", ortsnamnet "La Carbonnière" eller ordet "charbonnière" (i betydelsen kolmila).
En nyare teori har Alwyn Ruddock vid University of London, som var en av världens främsta exporter på John Cabots expeditioner, kommit med. Hon menar att en grupp munkar tillhörig augustinerorden följde Cabot på hans andra resa 1498. Ledda av Giovanni Antonio de Carbonariis grundade de en religiös samfällighet, Carbonaraorden. Den blev kortlivad, men namnet levde kvar. Om teorin är riktig är dessutom Carbonear den första kristna kolonin i Nordamerika och platsen för det allra första kyrkobygget.

### Grundande
Carbonear omnämns i text för första gången 1550. Orten är dokumenterad som bosatt sedan 1631, när området förlänades till Sir Percival Willoughby och fiskaren Nicholas Guy flyttade till området med sin familj.
Det finns en odokumenterad legend om den irländska prinsessan Sheila NaGeira Pike, som ska ha bosatt sig i området under 1600-talet och vara den första europeiska kvinnan att ha fött ett barn på Newfoundland.
Carbonear kom att bli ett välmående område, men drog därför också på sig britternas fiender. När Kung Vilhelms krig 1696 nådde Avalon-halvön anfölls staden och brändes till grunden. Sammanlagt förstörde fransmännen 36 bosättningar i Newfoundland, så att endast Bonavista och Carbonear Island återstod under brittisk kontroll i mars 1697.

### Det moderna samhället växer fram
Under det följande århundradet attackerade och brände fransmännen Carbonear ytterligare två gånger.
1743 uppförde britterna slutligen en befästning på Carbonear Island, inför nya franska hot. Fästningen erövrades dock av fransmännen 1762 och fortets kanoner lämpades i havet, där de fortfarande ligger.
På 1800-talet blev Carbonear ett handelscentrum i samband med säljakten och det blomstrande torskfisket. Området präglades även fortsättningsvid av oroligheter. Vid 1800-talets mitt var upplopp och revolter ett så vanligt inslag i den politiska vardagen att begreppet carbonearism myntades.
Järnvägen nådde Carbonear 1898 och utökades med en ny, större järnvägsstation 1917. Järnvägstrafiken lades ner 1984.
I slutet av 1900-talet minskade områdets betydelse. Säljakten minskade, liksom fisket och skeppsbyggeriet konkurrerades ut. I början av 1990-talet kom fiskeindustrin på obestånd, när torskfisket förbjöds.  Fortfarande produceras krabba, men i stort har Carbonear förvandlats till et centrum för utbildning och sjukvård.

## Demografi
Den kanadensiska folkräkningen 2006 och 2011 innehåller följande uppgifter om Carbonear:
- Befolkning 2011 – 4 739
- Befolkning 2006 – 4 723
- Befolkning 2001 – 4 759
- Befolkning 1996 – 5 168
- Förändring 2001 – 2006: -0,8 procent
- Befolkningstäthet: 399,8
- Yta 11,81 km2

### Fotnoter
1. ↑  Han var en av de första européerna att utforska Nordamerika.